# 철위대
철위대(鐵衛隊, 루마니아어: Garda de fier 가르다 데 피에르[*])는 1927년 코르넬리우 젤레아 코드레아누에 의해 설립된 루마니아의 교권 파시즘 운동이자 조직의 이름이었다. 이 조직은 군국주의와 기독교 신비주의를 열렬히 숭배했으며, 테러리즘을 포함한 급진적이고 폭력적인 투쟁 활동을 벌였다.
이 조직은 1927년 7월 24일 코르넬리우 젤레아 코드레아누가 대천사 미카엘 군단(루마니아어: Legiunea Arhanghelul Mihail 레지우네아 아르한겔룰 미하일[*])라는 이름을 걸고 세웠는데 1935년에 이 조직이 나치당의 철위대와 친위대를 모방한 준군사조직이 되자 이름을 국가를 위한 전체(루마니아어: Totul pentru Ţară 토툴 펜트루 차러[*])로 변경하였다.
이들은 1940년 9월 루마니아를 통치하게 된 이온 안토네스쿠와의 협상을 통해 카롤 2세를 폐위시켜 루마니아 왕국을 무너뜨리고 국민군단국가를 수립하였다. 하지만 안토네스쿠와 호리아 시마의 철위대는 권력 분배와 노선 차이로 계속 충돌하였고, 결국 1941년 1월 철위대가 부쿠레슈티를 장악하고 반란을 시도하였다가 3일만에 진압되었다. 이후 안토네스쿠는 다시 군사독재 하의 왕정복고를 단행하였고, 철위대는 해체되어 사령관 호리아 시마 등 지도층은 국외 도피하였다.

## 이념

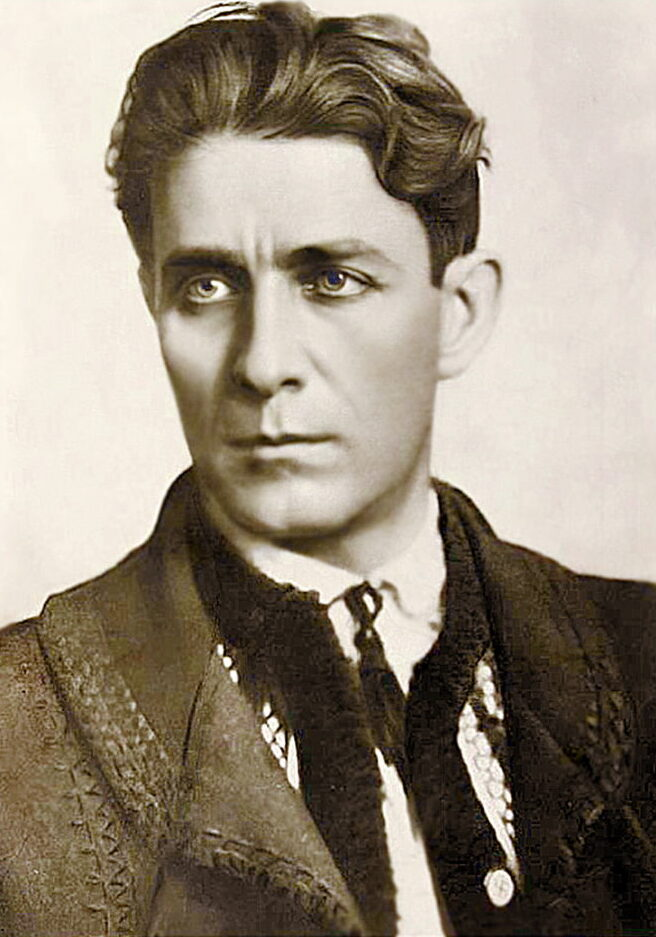
철위대의 창립자 코르넬리우 젤레아 코드레아누

역사가 스탠리 페인은 그의 파시즘에 대한 연구에서 철위대를 '단언컨대 양차 대전 사이의 유럽에서 가장 특이했던 대중운동'이라고 묘사하였다. 철위대는 원 명칭에 '대천사 미카엘'을 쓰고 루마니아 정교회의 많은 요소를 정치 강령에 삽입하는 등 그 명백한 종교성으로 여타 지역의 유럽 파시스트 운동과 대조를 이루었다. 철위대 운동의 지도자 코드레아누 역시 종교적 신비가였다. 코드레아누의 이단적 철학에 따르면 인간의 삶은 죄악스럽고 폭력적인 정치적 전쟁이며, 궁극적으로 영적인 국가에 의해 초월되는 것이다. 이런 관점에서 철위대 대원들은 지옥에 갈 정도로 광기에 찬 행동을 해야 할 수도 있었는데, 이는 국가에 대한 궁극적인 희생으로 여겨졌다. 게다가 철위대는 루마니아 민족에 대한 생물학적 신념을 전파하기도 했다. 여타 많은 파시스트 운동처럼 철위대는 혁명적인 '신인류'를 필요로 했던 것이다. 경제적인 면에서, 철위대는 정책을 간단하게 짜지는 않았지만 일반적으로 자본주의를 거부하는 극단적인 경제적 유물론에 기반해 공동체적 내지 민족적 경제 개념을 널리 퍼뜨렸다. 운동의 주된 적은 당시의 정치 지도자들과 유대인이었다.

## 양식
철위대 대원들은 녹색 제복(쇄신의 상징이며 가끔 대원들을 '녹색 셔츠'(루마니아어: Cămăşile verzi 커머실레 베르지[*])로 부르는 이유)을 입었고 서로에게 로마식 경례로 인사했다. 철위대가 사용한 주 문장은 때로 '대천사 미카엘 십자가'(루마니아어: Crucea Arhanghelului Mihail)로 불리며 감옥의 철창을 의미하는 삼중 십자가(순교의 증표)였다.
철위대의 신비주의는 죽음, 순교, 폭력, 자기희생 등에 대한 숭배를 낳았다. 철위대 행동대의 이름은 '죽음의 조'(루마니아어: echipa morţii 에키파 모르치[*])였다. 철위대 지부는 '둥지'(루마니아어: cuib)로 불렸으며, 규율, 노력, 침묵, 교육, 상호 협동, 명예 등의 덕목에 맞춰 배열되었다. 이들은 서약을 피로 쓰고 피를 마시는 등의 의식을 거행했다.

## 유산
철위대라는 이름은 공산주의 정권의 붕괴 후인 현대의 루마니아에서도 소규모 파시스트 단체의 명칭으로 쓰이기도 한다. 현대의 루마니아 극우단체인 신우파당(루마니아어: Noua Dreaptă 노우아 드레압터[*])는 구 철위대의 계승을 자처하고 있다.
1970년대 이래로 저명한 종교사가, 작가, 철학자인 미르체아 엘리아데는 1930년대에 철위대를 옹호한 전력으로 비판받고 있다.

## 같이 보기
- 국민군단국가
- 민족사회주의 독일 노동자당
- 화살십자당

## 참고 문헌
- The Green Shirts and the Others: A History of Fascism in Hungary and Rumania by Nicholas M. Nagy-Talavera (Hoover Institution Press, 1970).
- "Romania" by Eugen Weber, in The European Right: A Historical Profile edited by Hans Rogger and Eugen Weber (University of California Press, 1965)
- "The Men of the Archangel" by Eugen Weber, in International Fascism: New Thoughts and Approaches edited by George L. Mosse (SAGE Publications, 1979, ISBN 0-8039-9842-2 and ISBN 0-8039-9843-0 [Pbk]).
- Fascism: Comparison and Definition by Stanley G. Payne, pg. 115-118 (University of Wisconsin Press, 1980, ISBN 0-299-08060-9).
- Constantin Iordachi, "Charisma, Religion, and Ideology: Romania's Interwar Legion of the Archangel Michael", in John R. Lampe, Mark Mazower (eds.), Ideologies and National Identities: The Case of Twentieth-century Southeastern Europe, Central European University Press, Budapest, 2004
- Fascism (Oxford Readers) edited by Roger Griffin, Part III, A., xi. "Romania", pg 219-222 (Oxford University Press, 1995, ISBN 0-19-289249-5).
- The Legionary Movement by Alexander E. Ronnett (Loyola University Press, 1974; second edition published as Romanian Nationalism: The Legionary Movement by Romanian-American National Congress, 1995, ISBN 0-8294-0232-2).
- The History of the Legionary Movement by Horia Sima, (Legionary Press, 1995, ISBN 1-899627-01-4).
- The Suicide of Europe: Memoirs of Prince Michael Sturdza by Prince Michel Sturdza (American Opinion Books, 1968, ISBN 0-88279-214-8).
- Dreamer of the Day: Francis Parker Yockey and the Postwar Fascist International by Kevin Coogan (Autonomedia, 1999, ISBN 1-57027-039-2).
- The Sword of the Archangel, by Radu Ioanid (Columbia University Press, 1990, ISBN 0-88033-189-5).
- Nationalist Ideology and Antisemitism: The Case of Romanian Intellectuals in the 1930s, by Leon Volovici, Pergamon Press, Oxford, 1991.
- "The Sacralised Politics of the Romanian Iron Guard," by Radu Ioanid, Totalitarian Movements & Political Religions, Volume 5, Number 3 (Winter 2004), pp. 419-453.
- Die Legion Erzengel Michael in Rumanien, by Armin Heinen (Munchen: Oldenbourg, 1986, ISBN 978-3-486-53101-5) - one of the major historical contribution to the study of the Romanian Iron Guard.
- Faces of Fascism, by Mihai Chioveanu (University of Bucharest, 2005, Chapter 5: The Case of Romanian Fascism, ISBN 973-737-110-0).